# Cmentarz w Leśnicy
Cmentarz w Leśnicy – cmentarz komunalny znajdujący się przy ulicy Trzmielowickiej we Wrocławiu.
Cmentarz został otwarty w październiku roku 1883 na podstawie decyzji Śląskiego Konsystorza Ewangelickiego. Do roku 1945 był cmentarzem wyznaniowym przeznaczonym dla mieszkańców Leśnicy i okolicznych wsi należących do kościoła ewangelickiego. Cmentarz dwukrotnie był powiększany – w roku 1893 i 1905. Po roku 1945 stał się cmentarzem komunalnym. Z okresu przed rokiem 1945 zachowały się na nim pojedyncze nagrobki i grobowce.